# Geisenfeld

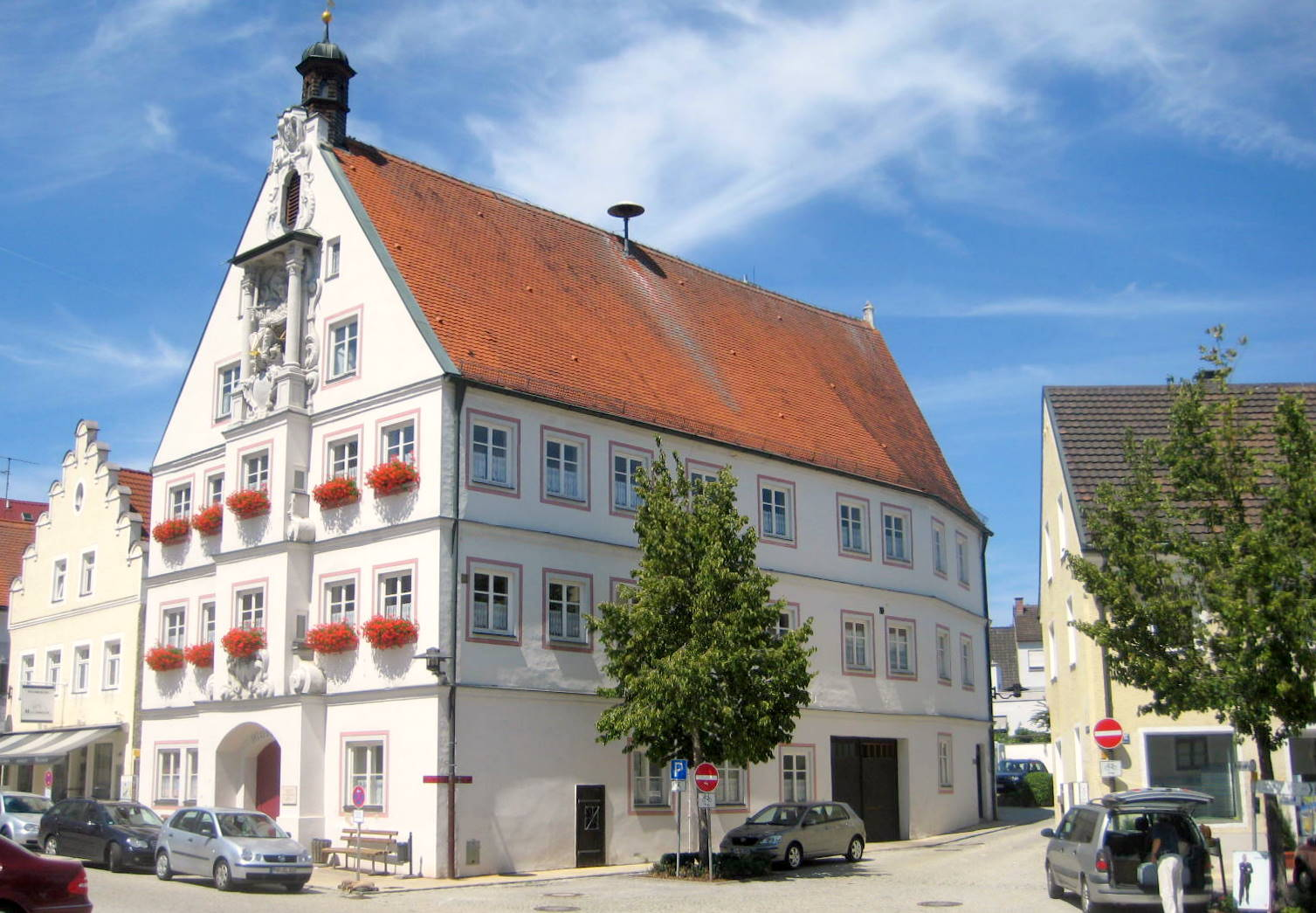
Geisenfeld
(vechea primărie din anul 1626)

Geisenfeld este un oraș din districtul Pfaffenhofen an der Ilm, regiunea administrativă Bavaria Superioară, landul Bavaria, Germania.